# سلاتينا
سلاتينا

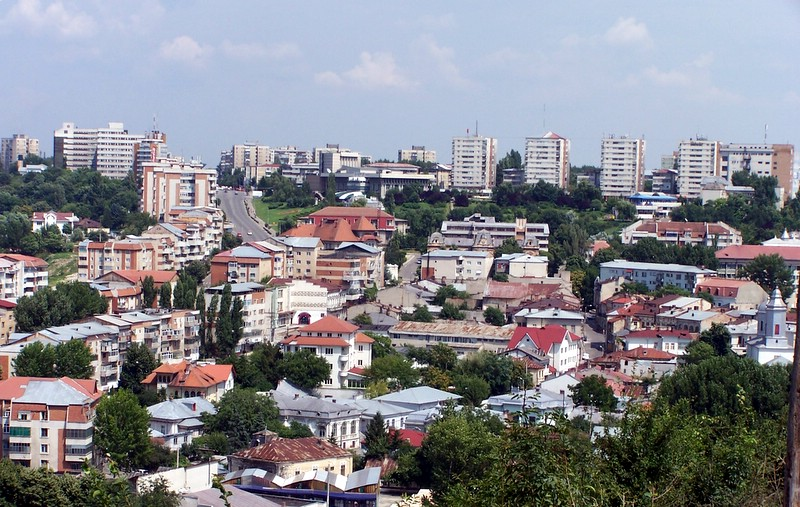
منظر لمدينة سلاتينا

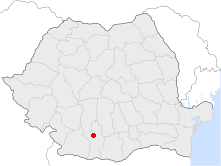
موقع المدينة

هي عاصمة مقاطعة أولت في رومانيا، ويبلغ عدد سكان مدينة سلاتينا أكثر من 75000 نسمة، وأسست المدينة من حوالي 650 سنة، وتعتبر المدينة مركزاً أقتصادياً وثقافياً مهماً في مقاطعة أولت.

## الثقافة
تعتبر مدينة سلاتينا مهمة على المستوى الثقافي ففيها ولد ايوان مينوليسكو والذي كان يقضي عطلة في هذه المدينة.

## الأقتصاد
يوجد في المدينة مصنع والذي يعتبر من أكبر المصانع في رومانيا من 40 سنة، وفي عام 2012 ستقوم شركة ألمانية بدتشن مصنع سيارات في المدينة.

## توأمة
لسلاتينا اتفاقيات توأمة مع كل من:
- إسبيكا
- Solotvyno [الإنجليزية]‏

## أعلام
- رازفان رات
- مونيكا نيكوليسكو
- اوفيديو بوركا
- أوجين يونسكو
- أندري بريبيليتسا